# Sophie Evans
Sophie Evans (Szeged, Hongria 1976), psicòloga de formació, és una actriu estrella del porno hongaresa que va estar arrelada durant molts anys a Catalunya.

## Vida i trajectòria
Evans va estudiar psicologia a la Universitat de Budapest; després va fer de model de llenceria i posteriorment viatjà a Grècia i a Windsor (Canadà) on actuà de ballarina de striptease.
Amb el seu amic, el fotògraf hongarès László Farkas, viatjà a Barcelona i fou en el Festival de Cinema Eròtic de la capital catalana, quan conegué el director de cinema X madrileny José María Ponce i a l'empresària de la sala porno barcelonina Bagdad, del Paral·lel, Juani de la Morena. Ambdós li oferiren feina i a partir d'aquí començà la seva carrera com a estrella del porno que li va permetre conèixer a l'actor porno català Toni Ribas, amb qui es va casar l'any 1998, a Cornellà de Llobregat.
Entre les seves primeres pel·lícules figuren les seves col·laboracions a Salomé (Luca Damiano-1997) i La fiesta de Salomé (Luca Damiano-1997); Perras callejeras (José María Ponce-1998) i la seva seqüela Perras callejeras 2- La venganza de Johnny (José María Ponce-1998).
Va figurar al repartiment de Caspa Brothers: The movie (Frank Pinassa-1998) en una escena rodada a l'interior d'un popular peep show de la Rambla barcelonina i col·laborà activament a Goya: La maja desnuda (Joe D'Amato-1998).
Posteriorment va intervenir en nombroses pel·lícules del polifacètic director porno català Conrad Son, com ara Nikitax. Licencia para follar (1999), Hardtaxi (1999) i La follera mayor (1999), La doncella caliente (-1999) i al primer film X en català Les exxcursionistes calentes (1999).
Al cinema convencional d'autor ha fet un cameo a París-Tombuctú (Luis García Berlanga-1999). L'any 1999 fou guardonada amb la Pirate Girl of the Year. Ha intervingut en un dels sketchs de Four sex rooms (Diversos directors-1999), i a Sexo en el divan (Dani Rodríguez-2000), El hotel de la puta (Severino-2000) i Vivir follando (José María Ponce-2000). També ha col·laborat juntament amb el seu marit Toni Ribas en nombrosos films nord-americans, com ara Smut #16(Robert Madison-1999) o Decadence (Andrew Blake-2000). Fou protagonista principal a Gothix (José María Ponce-2000), on encarnava la mort amb Laura Angel i Daniella Rush.
Evans ha treballat també per a Private en films com Italian Flair (Antonio Adamo-1999) i Fashion (Antonio Adamo-2000), demostrant sempre les seves habilitats com a experta i entusiasta actriu pornogràfica. Tot i això, en aquest grup, el seu treball més destacable fou a Eve insane obsession (Antonio Adamo-2001) una coproducció Private-Penthouse amb una famosa escena sobre una taula de billar i amb un domini absolut del joc de la complicitat amb l'espectador, on es va utilitzar el fixament a la càmera en els moments més morbosos. Un altre treball destacable per a Private va ser Too many women for a man (Antonio Adamo-2001).
També va participar en els tres primers capítols de Pussyman's International Butt Babes (David Christopher-2000/1), on protagonitzava una escena de sexe anal amb el seu company sentimental Toni Ribas a la vora d'una piscina.
Com a part del seu currículum, ha treballat amb el prestigiós mestre del porno realista italià Mario Salieri, que va dirigir-la a Divina (2001), un film en el qual realitzava una doble penetració amb fel·lació simultània durant una orgia filmada en blanc i negre del final de la pel·lícula.
Ha col·laborat també amb l'agència d' escorts («acompanyants» en anglès) "felinabcn" com a recepcionista i en programes de Localia TV.

## Premis
| Any  | Cerimònia  | Resultat   | Premi                                    |
| ---- | ---------- | ---------- | ---------------------------------------- |
| 2001 | FICEB      | Guanyadora | Millor actriu                            |
| 2003 | AVN Awards | Nominada   | Foreign Female Performer of the Year     |
| 2003 | FICEB      | Guanyadora | Ninfa 2003 del públic a la Millor actriu |
| 2007 | FICEB      | Guanyadora | Ninfa a tota una carrera, 2006           |